# Margarete Mewesová
Margarete Mewesová (14. února 1914 Fürstenberg/Havel – 12. prosince 1998 Soest) byla během druhé světové války dozorkyně v koncentračním táboře Ravensbrück.

## Biografie
Po dokončení základní školy pracovala jako chůva, později v továrně na čokoládu a v továrně na výrobu munice. Z práce byla propuštěna a úřad práce jí zprostředkoval práci v koncentračním táboře Ravensbrück, kde byla od července 1939 jako dozorkyně a později vedoucí bloku. Zpočátku byla spolu s dalšími dvěma dozorkyněmi zodpovědná za dozor nad vězeňkyněmi při práci mimo tábor. Do července 1943 byla dozorkyní a poté až do rozpuštění koncentračního tábora Ravensbrück v dubnu 1945 vedoucí bunkru, který sloužil jako ravensbrücké vězení.

## Poválečné období
Při příchodu Rudé armády 28. dubna 1945 utekla do Lauenburgu, kde žila se svými syny. 19. června 1945 byla zatčena a poslána do britského tábora Neumünster. Odtud byla v listopadu 1946 převezena do Hamburku.
Mewesová vypovídala o svých zločinech spáchaných v koncentračním táboře před britským vojenským soudem v prvním ze sedmi procesů Ravensbrück. Isa Vermehrenová, bývalá vězeňkyně v koncentračním táboře Ravensbrück, která strávila devět měsíců v bunkru, řekla jako svědek, že Mewesová s vězni zacházela slušně.
Dne 3. února 1947 byla odsouzena na deset let ve vězení. Nejdříve byla ve věznici Fuhlsbüttel a od října 1948 ve vazebním středisku Werl. Za dobré chování byla 26. února 1952 propuštěna a přestěhovala se nejprve do Hamelnu, později do Körbecke, kde pracovala jako servírka. V srpnu 1968 se vdala a žila až do své smrti v roce 1998 běžným životem.